# Avondmis
Een avondmis is een mis in de (middag- of) avonduren, waardoor katholieke gelovigen 's zondags en gedurende de week de mis toch mee kunnen vieren, wanneer zij 's morgens daartoe verhinderd zijn. 
Door de Apostolische Constitutie Christus Dominus van 11 januari 1953 werd het de bisschoppen in de gehele Katholieke Kerk mogelijk gemaakt de avondmis in hun bisdom toe te staan.